# Бутчер, Кеннет
Кеннет «Смуф» Бутчер (англ. Kenneth “Smooth” Butcher; род. 19 января 1949, Баратария, Тринидад и Тобаго) — бывший тринидадский футболист и тренер.

## Биография
Начинал свою карьеру в родном городе, но вскоре попал в столичный клуб «Куинз Парк». В 19 лет Бутчер попал в сборную страны и провел за нее два отборочных матча к ЧМ-1970 против Гватемалы и Гаити. Вскоре полузащитник получил приглашение в армию и закончил карьеру в сборной. Четыре года он служил в Королевских военно-воздушных силах Великобритании и параллельно играл за местную футбольную команду.
Вернувшись на родину, Бутчер в 1972 году побеждал в кубке Тринидада и Тобаго в составе клуба «Мейпл». Завершив играть, полузащитник приступил к тренерской деятельности. Некоторое время он руководил «Эбонит Клабом» из родной Барратарии. В 1975 году он окончил тренерские курсы в американской федерации футбола. По ходу 1980 года Бутчер возглавлял сборную Тринидада и Тобаго.
Позднее Бутчер ушел в политику и занимал должности в федерации футбола. В 1986 году он был назначен на пост парламентского секретаря в Министерстве молодежи, спорта и творческих искусств при Правительстве Национального альянса. В этой должности Бутчер пробыл два года. Позднее специалист являлся аналитиком на одной из тринидадских радиостанций.

## Достижения
- Обладатель Кубка Тринидада и Тобаго (1): 1972.